# Monte Pozza
Il Monte Pozza (Titschen, Stadlegg o Kohlerer Berg in tedesco), è una montagna delle Alpi alta 1.615 m, che delimita a sud la città di Bolzano. Buona parte degli abitanti del capoluogo altoatesino chiama impropriamente l'intero monte Colle (in ted. Kohlern): quest'ultima denominazione geografica in realtà si applica solo a due località site sul versante Nord del monte stesso, Colle dei Signori (Herrenkohlern) e Colle di Villa (Bauernkohlern).
Una balza rocciosa minore chiamata Virgolo appartiene al monte stesso e domina il centro di Bolzano.
Il Monte Pozza è delimitato a ovest dalla Val d'Adige, a nord dalla Val d'Isarco, a Est dalla Val d'Ega e a sud da una piccola valle chiamata Vallarsa (Brantental), che da Laives risale a Nova Ponente.

## Accessi

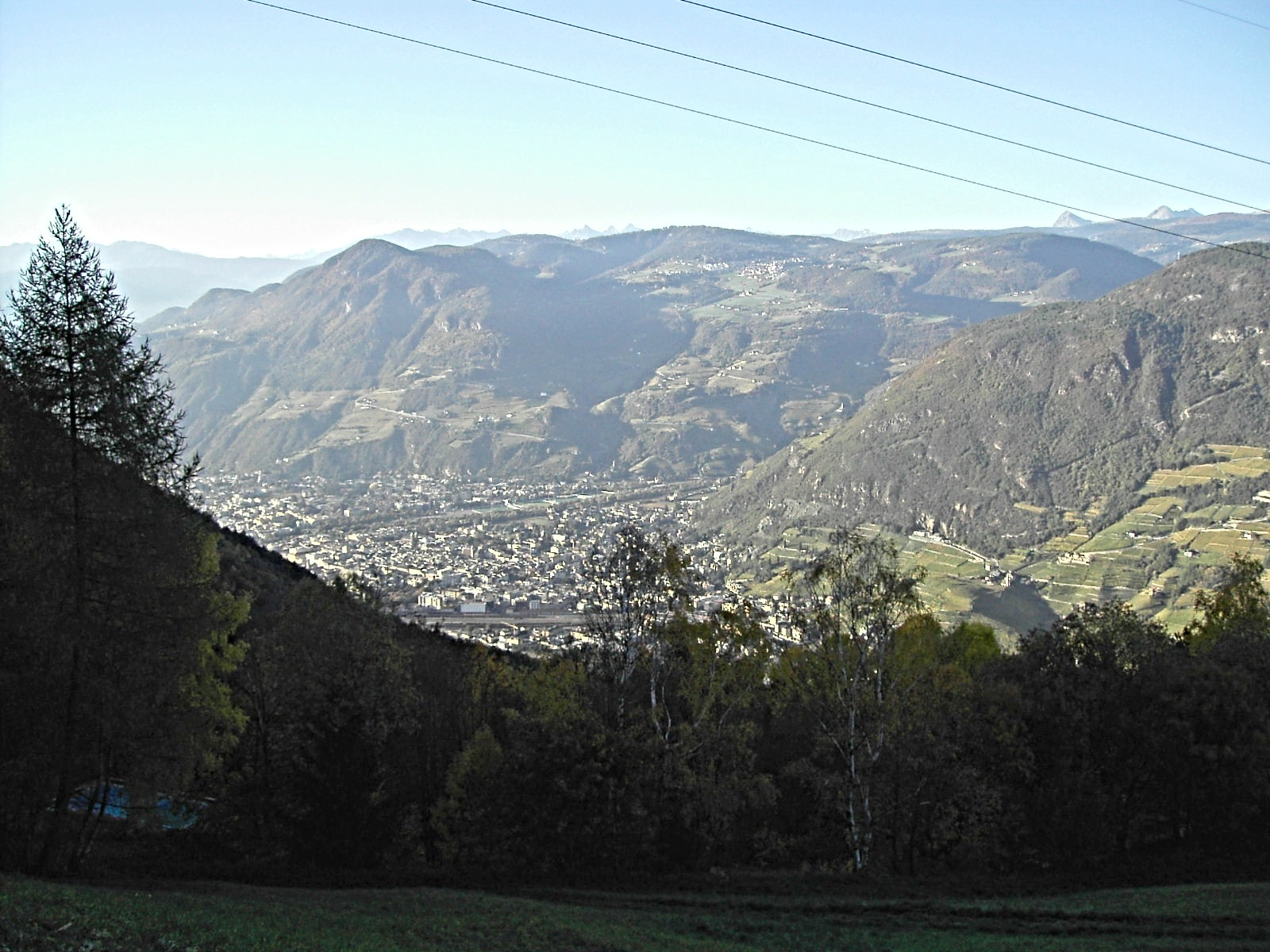
Bolzano vista dal Monte Pozza

La località Colle di Villa (1.138 m) è raggiungibile da Bolzano attraverso la funivia del Colle o tramite una stretta strada asfaltata che parte dalla stazione di valle della funivia stessa. Da qui si snoda un largo ed agevole sentiero nei boschi che - passando per la località Schneiderwiesen - gira attorno alla vetta del Monte Pozza. Parte di esso appartiene al Sentiero Europeo E5. La vetta è facilmente raggiungibile con un sentiero che sale da Sud-Ovest. Il percorso tra il Colle e la cima richiede poco meno di due ore di agevole cammino.
Da Sud-Est una seconda stretta strada asfaltata raggiunge il Colle di Villa partendo da Pineta di Laives e passando per la località Costa/Seit.
Strade forestali portano nei pressi della vetta del Monte Pozza anche da Sud-Ovest, partendo da Nova Ponente. 
Accessi via sentiero sono possibili anche dalla località Cascata (Wasserfall) in Val d'Ega.

## Storia

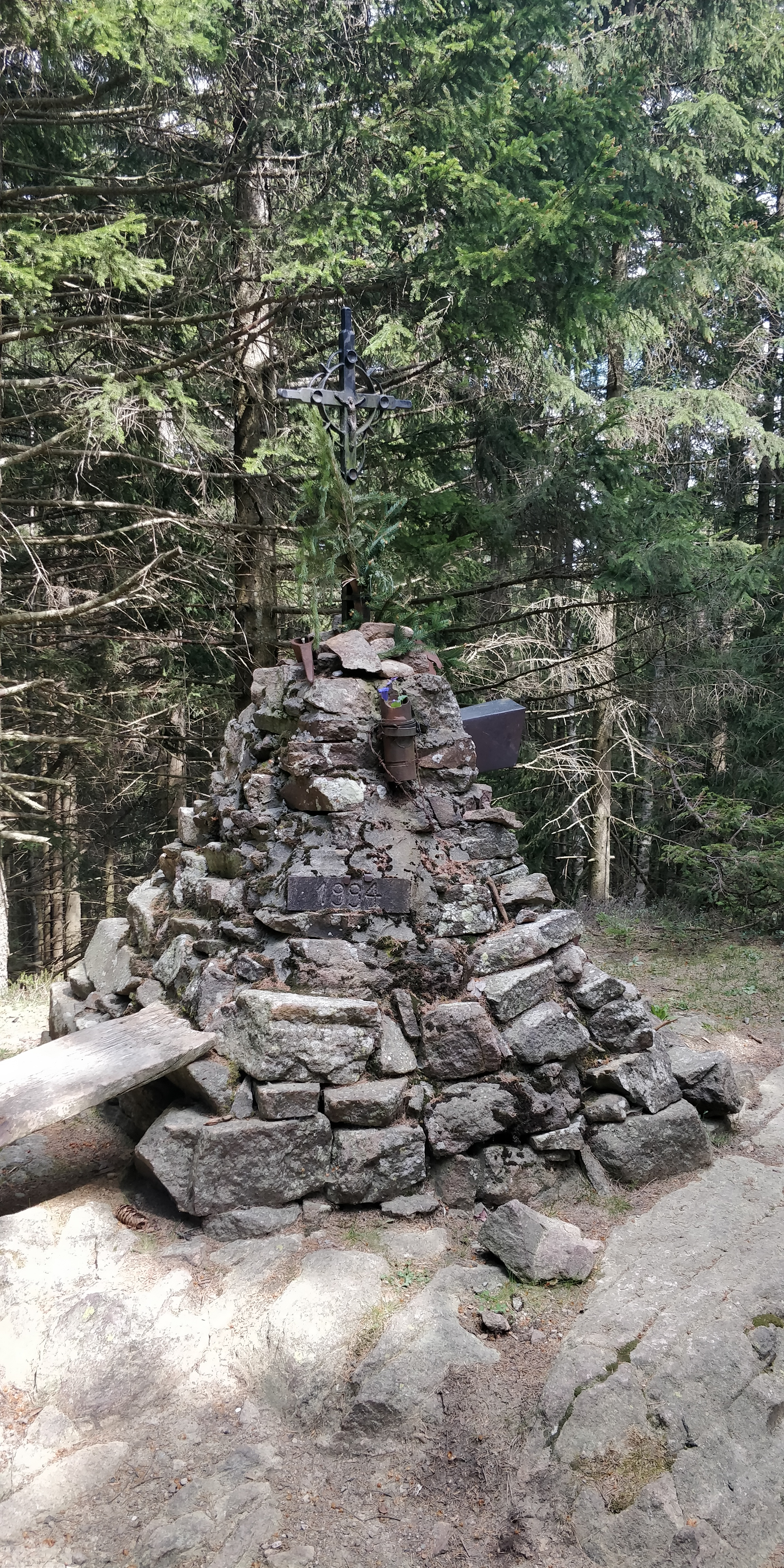
Il piccolo monumento eretto nel 1994 sulla cima di Monte Pozza (Stadlegg)

Il toponimo Kohlern, poi reso quale Colle, deriva dall'attività del carbonaio, mestiere che consisteva nel trasformare la copiosa legna presente sul largo monte in carbone vegetale, molto richiesto nella città di Bolzano. Il nome è attestato già nel 1270 con Conradus de Culle. Nel 1486 è menzionato un Stoffl Koler zum Koler auff Monae, nel 1566 un Kholer zum Kholer auf Manä.
Il toponimo della montagna invece è attestato nel 1560 come «auf dem Tütschen» quando serviva da importante fornitore di legname per le costruzioni ed il mantenimento dei ponti di Bolzano, mentre la traduzione italiana è più recente e dovuta all'italianizzazione operata durante il Ventennio.
In località Colle di Villa (Bauernkohlern) si trova il maso Uhl (Uhlhof), il cui insediamento risale al 1543 e prende nome dal suo costruttore e primo proprietario, Ulrich Kohler detto Uhl (il diminutivo di Ulrich; anche il nome di famiglia Kohler deriva dal nome tedesco della località, e probabilmente anche quello italiano come storpiatura della dizione originale). Il maso è stato ristrutturato dalla Città di Bolzano nel 2003. La struttura ora è destinata a centro ambientale in grado di ospitare fino a 100 persone nel piano fienile. Le vecchie stalle sono state trasformate in laboratori per le scuole ed in un foyer ove si possono tenere corsi e piccole mostre.
Sopra l'abitato si trova la villa Degischer, costruita su progetto di Johann Bittner, esempio notevole di architettura storicista.
Fin dal 1908 tale località è raggiunta dalla funivia del Colle, di importanza storica per essere stata la prima funivia per il trasporto di persone al mondo.
La balza minore chiamata Virgolo era raggiungibile dal 1957 al 1976 con una seconda funivia minore, e precedentemente (dal 1900 al 1945) tramite la omonima funicolare.